# Het Steen (Antwerpen)

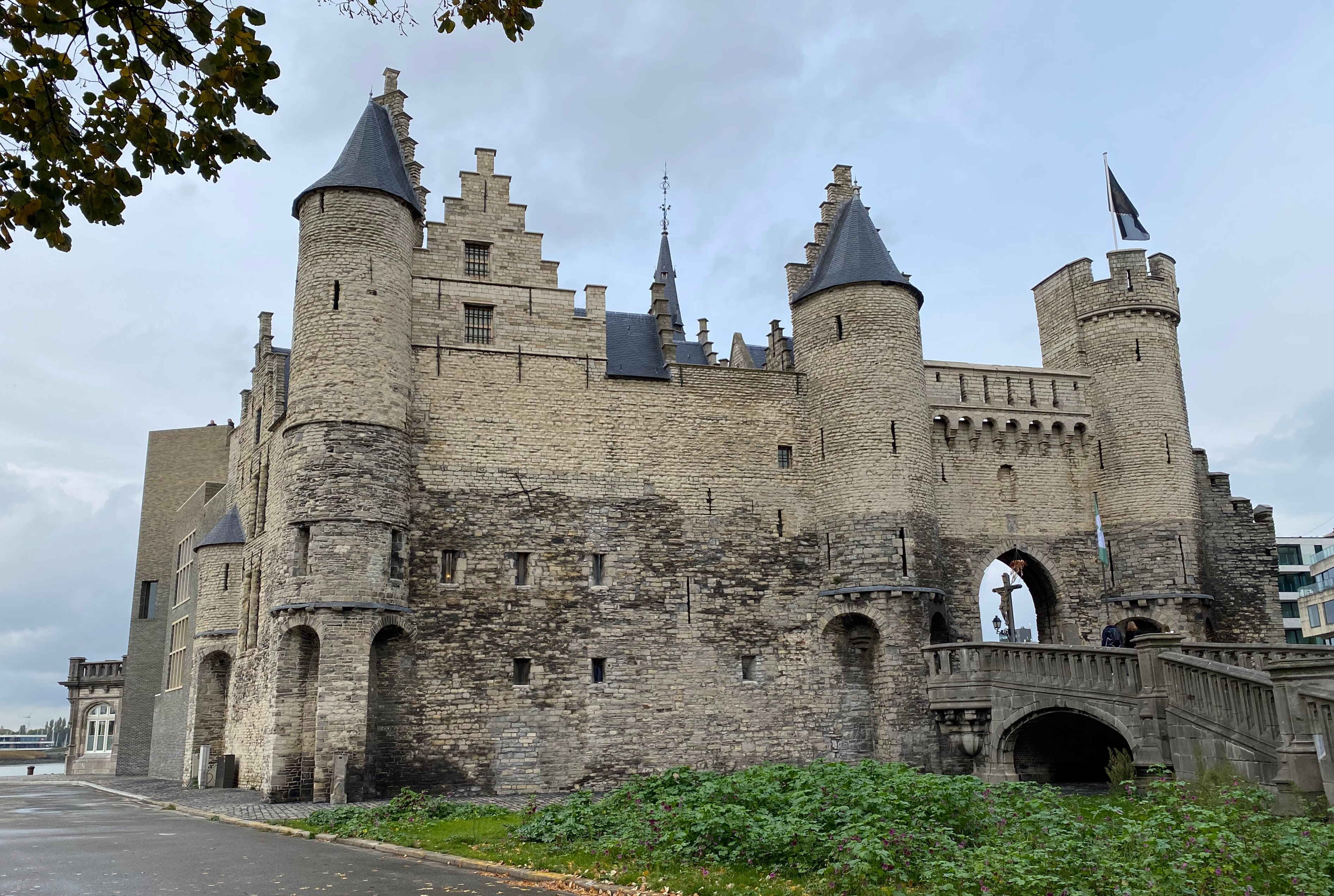
Het Steen

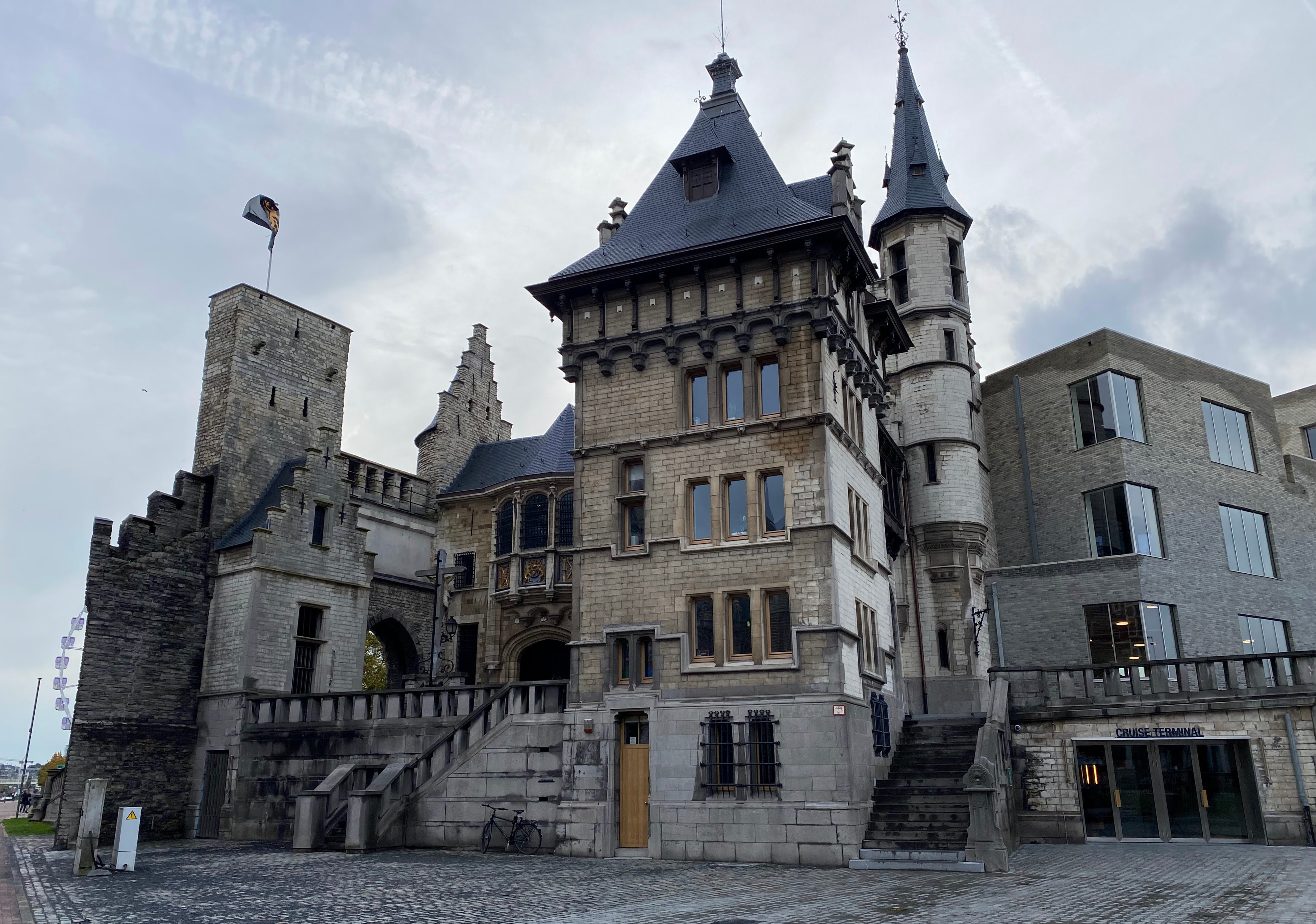
Achterzijde Het Steen

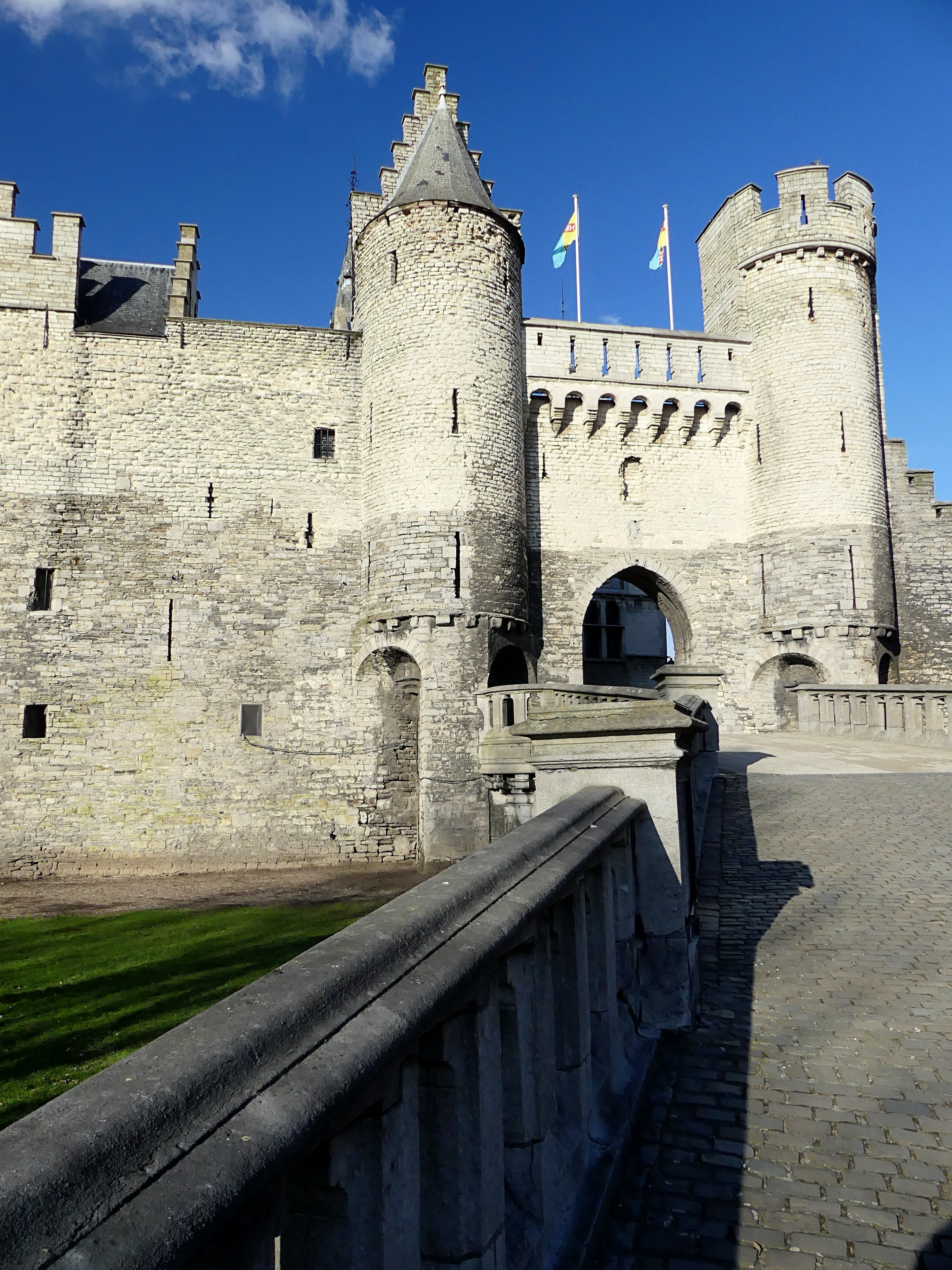
Ingang van Het Steen

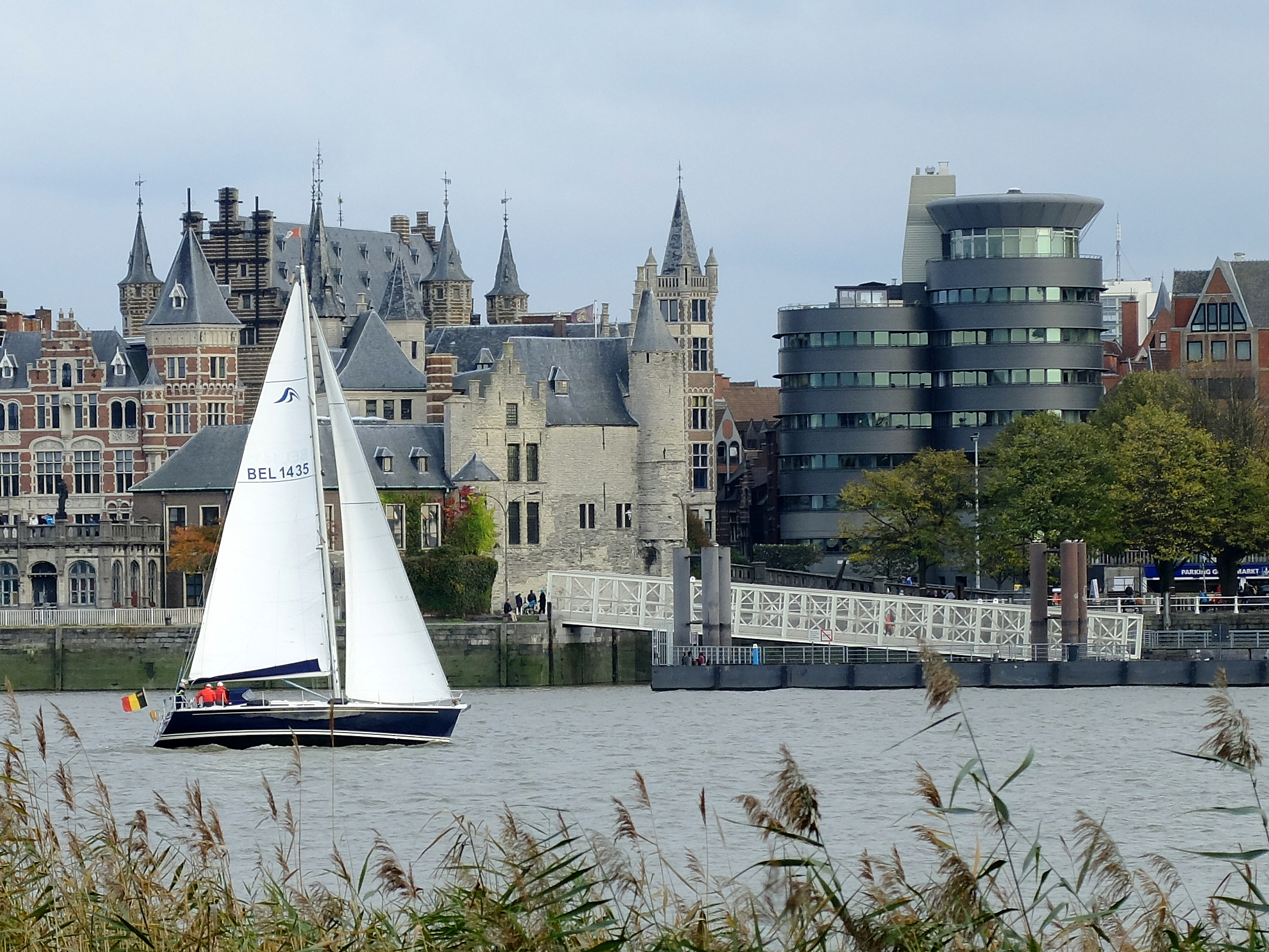
Het Antwerpse Steen, met rechts het Steenplein, vanaf de Linkeroever gezien

Het Steen is een deel van een voormalige ringwalburg aan de rechter Schelde-oever in de stad Antwerpen. Het gebouw is sinds 2021 een toeristisch onthaalcentrum voor de stad Antwerpen.

## Steenplein
Het Steen bevindt zich op het Steenplein waar ook het veer naar de Linkeroever als ook De Waterbus naar Lillo of Hemiksem kan genomen worden.

## Geschiedenis
Het Steen, het oudste bewaarde gebouw van Antwerpen, werd gebouwd tussen 1200 en 1225 als poortgebouw van de Antwerpse burcht. Het huidige gebouw beslaat minder dan 5% van de oppervlakte van de oorspronkelijke burcht. Binnen de burcht bevonden zich belangrijke instellingen zoals de Vierschaar (de voormalige rechtbank op de hoek van de Mattenstraat), de Sint-Walburgiskerk (ook bekend als burchtkerk), het Bezaanhuis, het Reuzenhuis, de refuge van de Benedictijnerabdij van Affligem die ook als pastorij van de burchtkerk fungeerde (de laatste drie in de Mattenstraat), het Steen, de Werf en juist buiten de burcht de Vismarkt. Rond 1520, ten tijde van Karel V, werd het poortgebouw van de burcht grondig verbouwd en noemde men het voortaan 's-Heeren Steen. In 1549 schonk Karel V het gebouw aan de stad, die het tot 1828 in eigendom had.
Van 1303 tot 1823 werd het gebouw als gevangenis gebruikt. Er vonden soms ook terechtstellingen plaats, speciaal de geheime verdrinkingen van hervormingsgezinden in de jaren 1557-1565. Vanaf 1823 diende het Steen als tehuis voor invalide soldaten. Nadat de overheid het gebouw in 1827 had opgeëist, werd het een jaar later aan een houtzager verkocht. In 1842 kocht de stad het gebouw echter weer terug.

### Museum
In 1862 opperde Pieter Génard - als lid van het Antwerpse Comité der briefwisselende leden der Koninklijke Commissie van Monumenten - om in elke provincie een oudheidkundig museum op te richten. Volgens hem was Het Steen de geschikte plaats in Antwerpen hiervoor. De stad steunde het voorstel, zodat door architect Kennes begonnen werd met een restauratie. Op 14 augustus 1864 kon zo het museum opengaan.
Het grootste deel van de burcht werd in de jaren 1880 afgebroken toen men de Schelde verbreedde en de kades recht trok. Slechts een kleine cluster van gebouwen rondom het oorspronkelijke poortgebouw werd behouden en hierna simpelweg "Het Steen" genoemd. Meteen na de afbraak van de omliggende bebouwing werd in 1887-1890 ook een nieuwe vleugel in neogotische en neotraditionele stijl bijgebouwd en ook andere delen van de oorspronkelijke gebouwen werden verbouwd.
Het oorspronkelijke oudheidkundig museum uit 1864 werd in 1952 vervangen door het Nationaal Scheepvaartmuseum, dat echter al meteen van 1953 tot 1958 ontoegankelijk was door verbouwingswerken. Een deel van de neotraditionele aanbouw uit 1890 werd afgebroken om plaats te maken voor een nieuwe vleugel. Het binnengedeelte van dit museum sloot uiteindelijk de deuren op 28 december 2008. De collectie van het Scheepvaartmuseum werd vanaf 2010 overgeplaatst naar het nieuwgebouwde Museum aan de Stroom.
Het Steen werd in 2012 herbestemd tot HETSTEEN der wijzen, 'een actief vragenhuis voor denkers, dromers en doeners'. Dit was een groot succes maar het gebouw bleek niet geschikt om een jeugdwerking verder uit te werken. Daarom verhuisde men met de jongeren naar de Droogdokkensite en vervolgde haar jeugdwerking onder een nieuwe naam 'Stormkop'.

### Onthaalcentrum

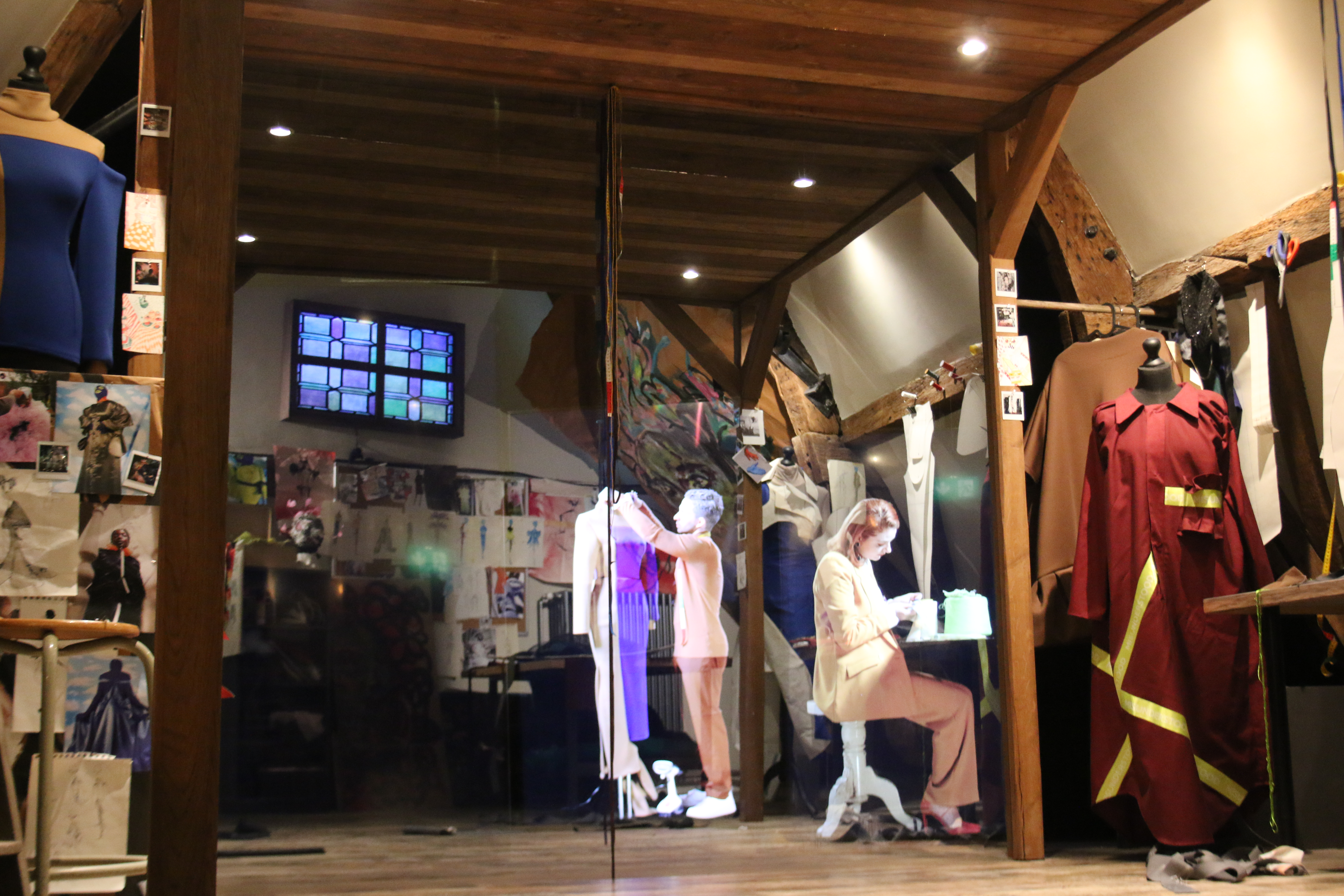
The Antwerp Story

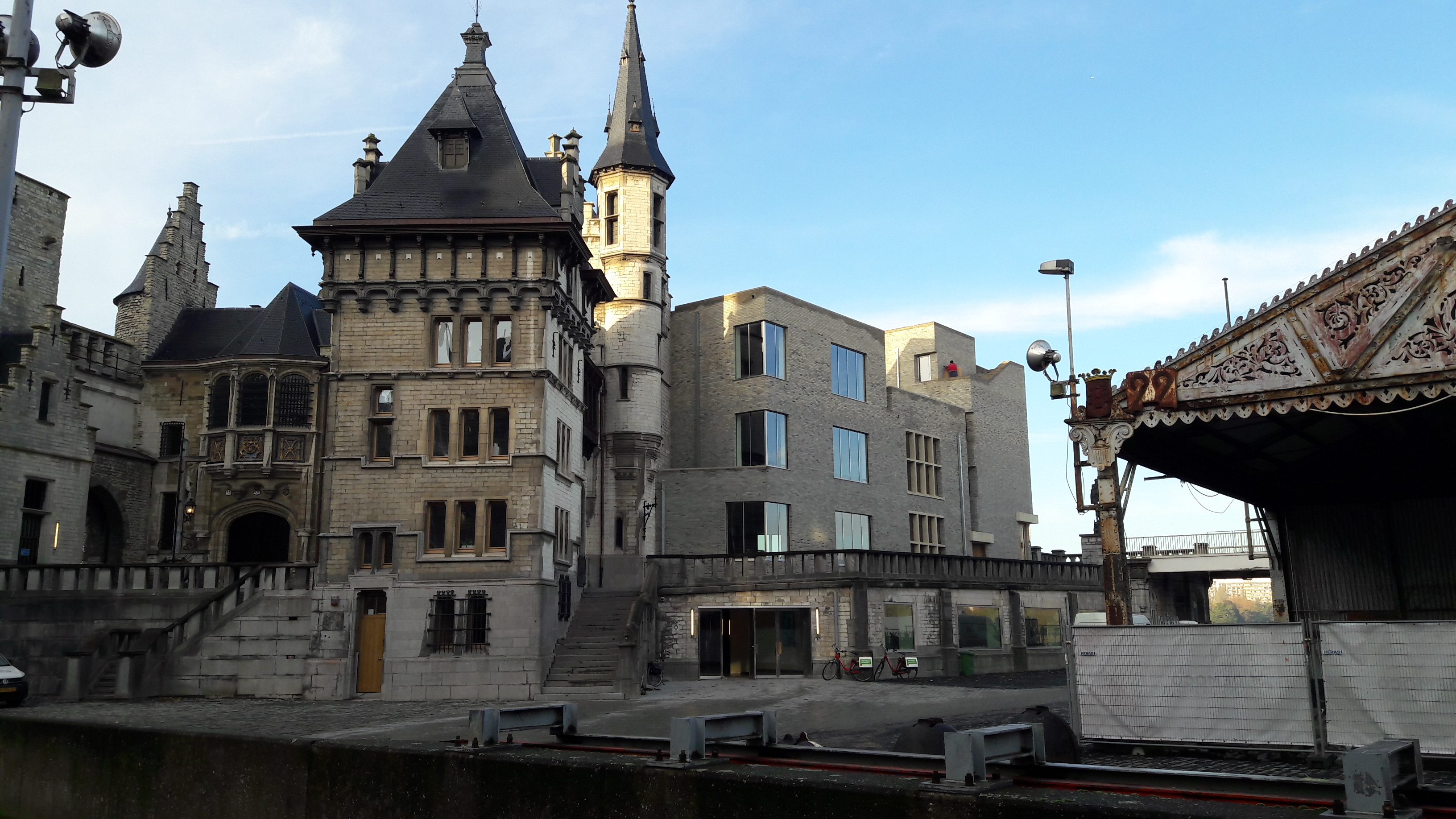
Rechts het nieuwe Bezoekerscentrum.

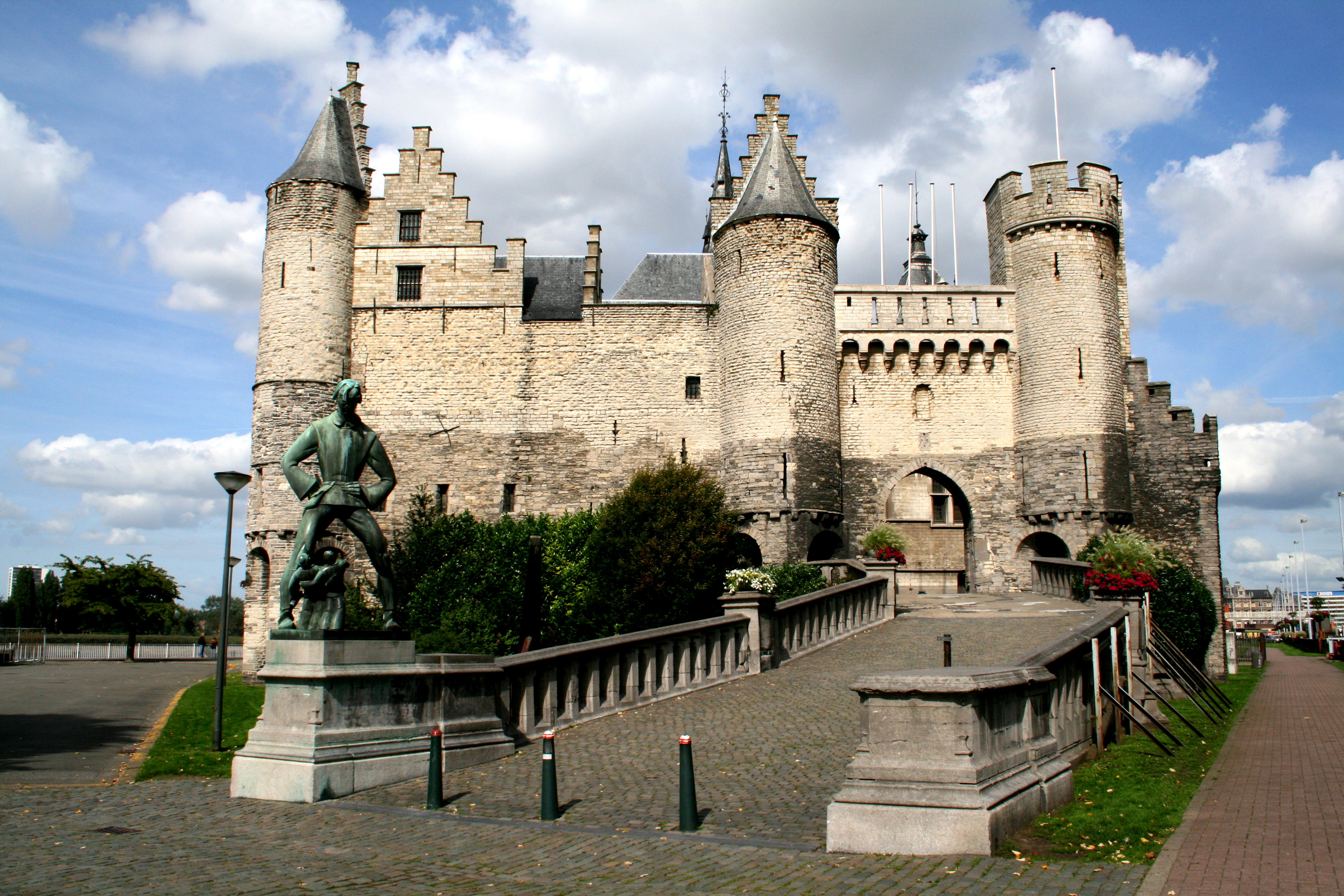
Het Steen

Naar aanleiding van de herbestemming en de daaraan gekoppelde werken werd een beheersplan opgesteld. Dit werd in 2017 goedgekeurd door het Agentschap Onroerend Erfgoed. Op 1 december 2017 werd de meerjarenpremieovereenkomst voor de restauratie van het stadhuis en Het Steen ondertekend. Voor de restauratie van deze gebouwen werd in totaal ca. 35,5 miljoen euro uitgetrokken. Bijna 11 miljoen euro van dat budget was afkomstig van Vlaanderen dat voor deze projecten een erfgoedpremie toekende. Met de ondertekening van deze overeenkomst tussen Vlaanderen en Antwerpen konden de restauratiewerken aan de twee gebouwen van start gaan.
Het Steen werd omgevormd naar een toeristisch onthaalcentrum waar bewoners en bezoekers terecht kunnen voor informatie, tickets, boekingen en exposities. Er kwam ook een stadswinkel en een rustruimte met zicht op de Schelde. Een belevingsparcours vertelt over de geschiedenis en de identiteit van de stad en het gebouw. De Dienst voor Toerisme VVV die voorheen op de hoek van de Braderijstraat en de Grote Markt was gevestigd is sinds 22 oktober 2021 nu hier gevestigd.
Het ontwerp van het nieuwe Steen is van de hand van noAarchitecten. Men vertrok vanuit de bouwgeschiedenis, Het Steen als vrijstaand gebouw zoals het in 1890 was vormde de basis. Een nieuwe toren en dakterras vervangt de aanbouw uit de jaren 1950. Tijdens de werken konden bezoekers en bewoners meer informatie over de werf en de toekomst van Het Steen terugvinden in het infopunt dat zich in de voormalige Flandriakiosk op het Steenplein bevond. Er ontstond polemiek over de moderne aanbouw. In 2019 werden er onder de daken nestvoorzieningen voor gierzwaluwen geplaatst. Met succes, meerdere neststenen werden al in hetzelfde jaar in gebruik genomen.
Sinds 22 oktober 2021 huisvest het gerenoveerde Steen het toeristische onthaalcentrum Antwerp Visitor Center. Onderdeel daarvan is The Antwerp Story. Dit is een multimediaparcours in 11 kamers met een tentoonstelling over de geschiedenis en identiteit van de stad. Ter hoogte van Het Steen kwam aan de Schelde-oever een 350 meter lang ponton te liggen van Cruiseterminal Antwerpen. Hier kunnen zee- en riviercruiseschepen aanmeren. De toeristen worden vervolgens onthaald in Het Steen. De bouw er van begon in 2018 en kwam in 2021 gereed.
Het gebouw won in oktober 2022 de Onroerenderfgoedprijs.

## Beelden in Het Steen

### Standbeeld van Lange Wapper
Volgens Antwerpse folklore woonden de reuzen Druon Antigoon en Lange Wapper vroeger in Het Steen. Sinds 1963 staat er van de laatste dan ook een door Albert Poels ontworpen standbeeld aan de ingang van het Steen.

### Het Semini-beeldje
In een nis boven de grote ingangsboog staat een wijdbeens beeldje dat de vruchtbaarheidsgod Semini voorstelt. Oorspronkelijk had dit beeldje ook een lange fallus die vroeger door veel mensen werd vereerd bij vruchtbaarheidsproblemen. Het lichaamsdeel werd in de 17de eeuw door jezuïeten afgehakt. De gebeurtenis werd later in volksliedjes bezongen en Semini's naam bleef gebruikt worden in de Antwerpse krachttermen: 'Godsjumenas!' en 'Seminis kinderen!'. Waarschijnlijk is het beeldje een restant van een voorchristelijke, al dan niet Germaanse vruchtbaarheidscultus.

### De Gulle Waard
Op de binnenplaats van het Steen staat ook nog een moderner beeld van de Gulle Waard.

## Het Steen in de populaire cultuur
- Het Steen komt vaak voor in de verhalen van Suske en Wiske, bijvoorbeeld in de albums De zwarte madam (1947), De 7 schaken (1995), De knikkende knoken, De stuivende stad en Het gewiste Wiske.
- Bobbejaan Schoepen vermeldt Het Steen in zijn lied 'k Zie zo gere m'n duivenkot (1949): 'Het is een mansarde vlak neffens een klein stamineeke bij 't Antwerpse Steen, een gezellige buurt.' (Vertaling uit het Antwerps: 'Het is een (soort) zolderkamer vlak naast een klein cafeetje bij het Antwerpse Steen, een gezellige buurt.')
- De opera Lohengrin van Wagner speelt zich af in en rond Het Steen.